# Pentagrama del recuerdo
Pentagrama del recuerdo es un programa radial y grupo de investigación de música boliviana. Se considera el primer programa radial web del país. 

## Historia e impacto cultural
Su fundador es el orureño Alfredo Soliz Bejar, quien afirma que el objetivo de Pentagrama del recuerdo es la investigación, difusión y socialización de autores, compositores e intérpretes de la música, y del origen y evolución de ritmos, danzas, vestimentas e instrumentos bolivianos.El programa inició cuando Laureano Rojas invitó a Alfredo Soliz a que condujera un programa sobre música boliviana en Radio Cosmos. Posteriormente, en marzo de 1992,  el programa comenzó a emitirse en la Radio Cultura AM 1090 de la ciudad de Cochabamba. Hasta 2010, Pentragrama del recuerdo ya había emitido 937 emisiones radiales y en 2013 el Ministerio de Culturas comenzó a impulsar la escucha de la radio a través de su sitio web, el primero de su tipo en Bolivia. Igualmente se distribuían discos con grabaciones de 60 minutos para que fueran reproducidos en radios de todo el país. En La Paz por Radio Illimani y Patria Nueva; en Oruro por FM Gente 89.5; en Tarija por FM Global 105.5; en Cochabamba por AM 770 Radio Cosmos, FM Fides 95.1 y FM Mundial 96.7. Los últimos años el programa se transmite por su página web, en donde también se pueden encontrar biografías de reconocidos intérpretes bolivianos.
Pentagrama del recuerdo existe gracias a la Fundación Cultural Alfredo Soliz Bejar, la cual periódicamente organiza recitales de música en distintas ciudades de Bolivia. Igualmente, publica videos educativos sobre música boliviana en su canal de YouTube.